# Parcours de concours de saut d'obstacles
Pour les articles homonymes, voir Parcours.
Un parcours de Concours de Saut d'Obstacles (CSO) est construit sur un terrain délimité de différentes nature (herbe, sable, etc.). Il est constitué d'obstacles que les couples cavaliers chevaux devront sauter dans un ordre défini, en faisant le moins de fautes possible.

Le terrain où se déroule une compétition de saut d'obstacles est appelé piste. 
Les personnes chargées de la manutention liée à la piste (construction des obstacles) sont appelés hommes de piste. Malgré les nombreuses femmes qui font fonction d'hommes de piste, il n'existe pas de féminin à cette expression. 
Les personnes chargées d'inventer les parcours (tracé, obstacles) et de superviser les hommes de piste sont les chefs de piste. 

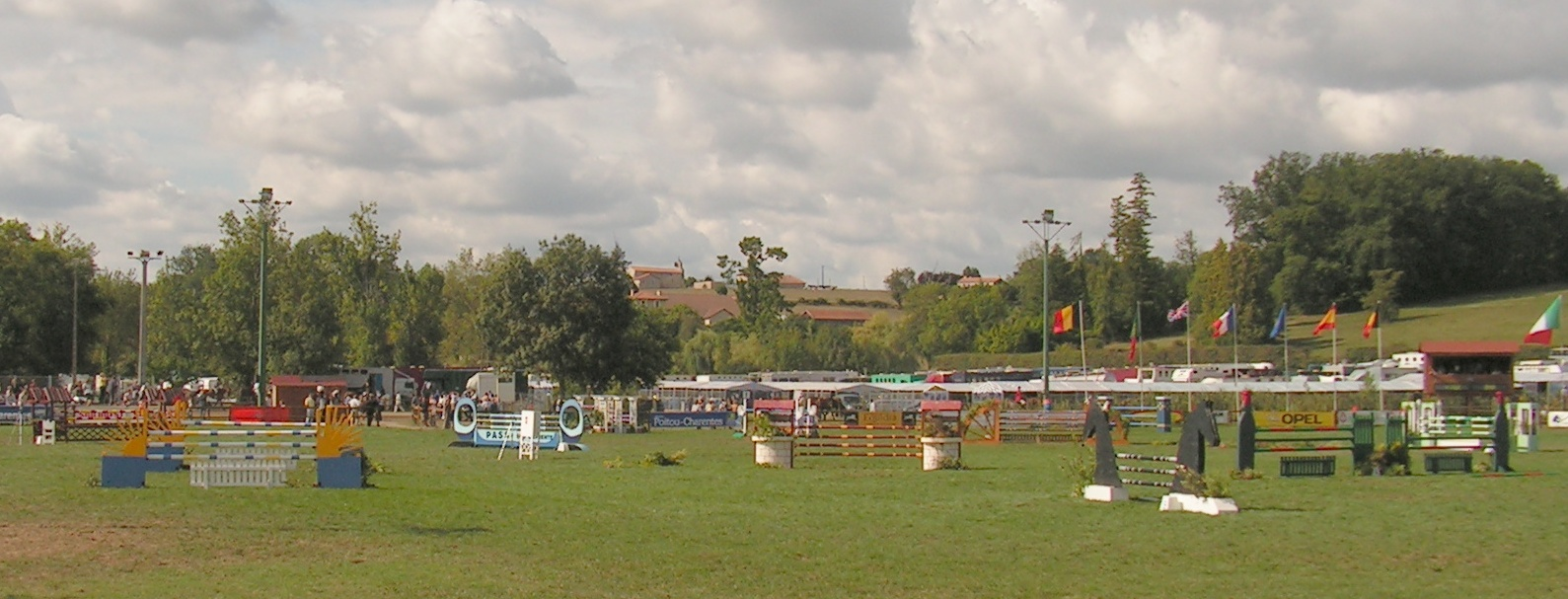
La piste au CSI* de Chalais (France) en 2006

## Les obstacles

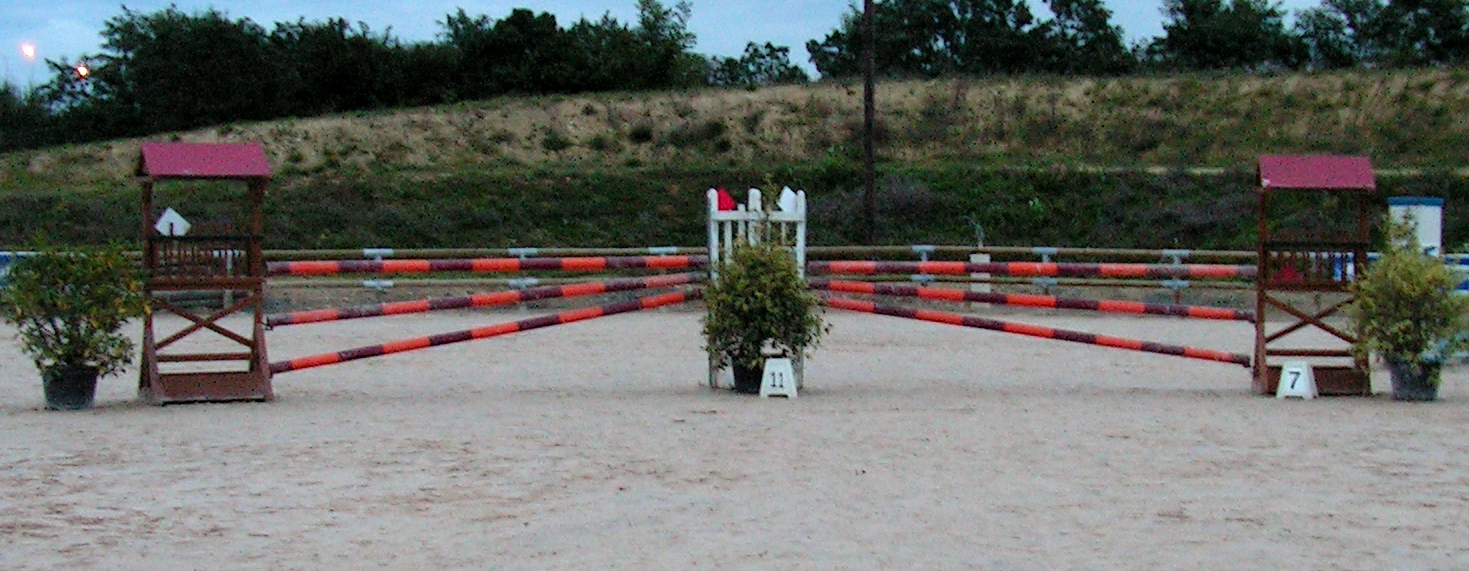
Deux obstacles côte à côte

Un obstacle est classiquement constitué de barres, soubassements, chandelles et chandeliers. 

Il peut être de forme variable : vertical, oxer, de volée, rivière, double, triple, obstacle de terre, etc.
En concours, un numéro placé à la droite de chaque obstacle indique la position de celui-ci dans le tracé du parcours. 
Les fanions disposés à droite et à gauche de chaque obstacle indiquent le sens dans lequel celui-ci doit être franchi. Le fanion rouge est placé à droite et le fanion blanc à gauche.

Les obstacles de concours ont un aspect le plus soigné possible. Les couleurs sont harmonieuses, les supports et les soubassements rivalisent d'éclat et les éléments de décoration (arbustes, fleurs) agrémentent parfois le parcours.

## Les distances standards

### Généralités
En concours, le galop doit être effectué avec une vitesse minimale imposée : de 350 m/min jusqu'à 400 m/min. À ces vitesses, les chevaux ont des foulées plus grandes que celles utilisées habituellement lors des entraînements chez soi ou dans son club équestre. Les distances entre les obstacles doivent prendre en compte ce paramètre. Les poneys auront une vitesse et des distances adaptées à leur taille.
La nature du terrain, le type d'épreuve (vitesse ou grand prix), le niveau des cavaliers sont aussi évalués dans le calcul des distances.
Pour récapituler, les distances entre obstacles dépendent des facteurs suivants : 
- la hauteur des obstacles.
- la forme et/ou le contenu des obstacles (soubassements),
- le niveau de compétition (technicité),
- la vitesse imposée (350 m/min, 375 m/min ou 400 m/min),(Pour les poneys la vitesse est en rapport avec leur taille.)
- les participants (poneys ou chevaux),
- le barème : par exemple, un parcours de vitesse peut ne pas contenir les mêmes distances qu'un grand prix,
- la taille, la pente et la nature du terrain,
- la direction (dos au paddock ou vers le paddock),
- et bien d'autres facteurs.

### Combinaisons
Dans les combinaisons, les obstacles sont proches les uns des autres. Le réglage de la distance est donc plus fin et doit privilégier d'autres facteurs comme la hauteur et la forme (large ou droit) des obstacles : 
- plus un obstacle est haut, plus le cheval a besoin de distance,
- plus l'obstacle est large, plus le cheval saute et se reçoit près du pied de l'obstacle.

À titre indicatif, pour une hauteur de 1 m la distance entre un oxer et un droit dans un double à une foulée serait de 7,5 m et de 10,5 m dans un double à deux foulées.

### Lignes d'obstacle
À titre indicatif, ces distances sont : 14 m pour trois foulées, 18 m pour quatre foulées, 21,50 m pour cinq foulées, 25 m pour six foulées, 28,50 m pour sept foulées. Au-delà de neuf foulées, le nombre de foulées est moins contraignant.
La distance est calculée en multipliant le nombre de foulées par 3,50 m et en rajoutant entre 3 m et 3,50 m pour la distance de réception et d'appel.

## Les terrains

### Généralités
Les terrains de CSO sont habituellement appelés pistes. 
Contrairement au dressage, il n'existe pas de dimensions standards pour un terrain de CSO. Chaque concours possède ses propres spécificités en termes de dimensions et de formes de terrains. Son pourtour doit cependant être délimité.
Tous les types de sol, à condition qu'ils soient praticables sans danger pour la santé des chevaux, sont acceptés.

### Sable

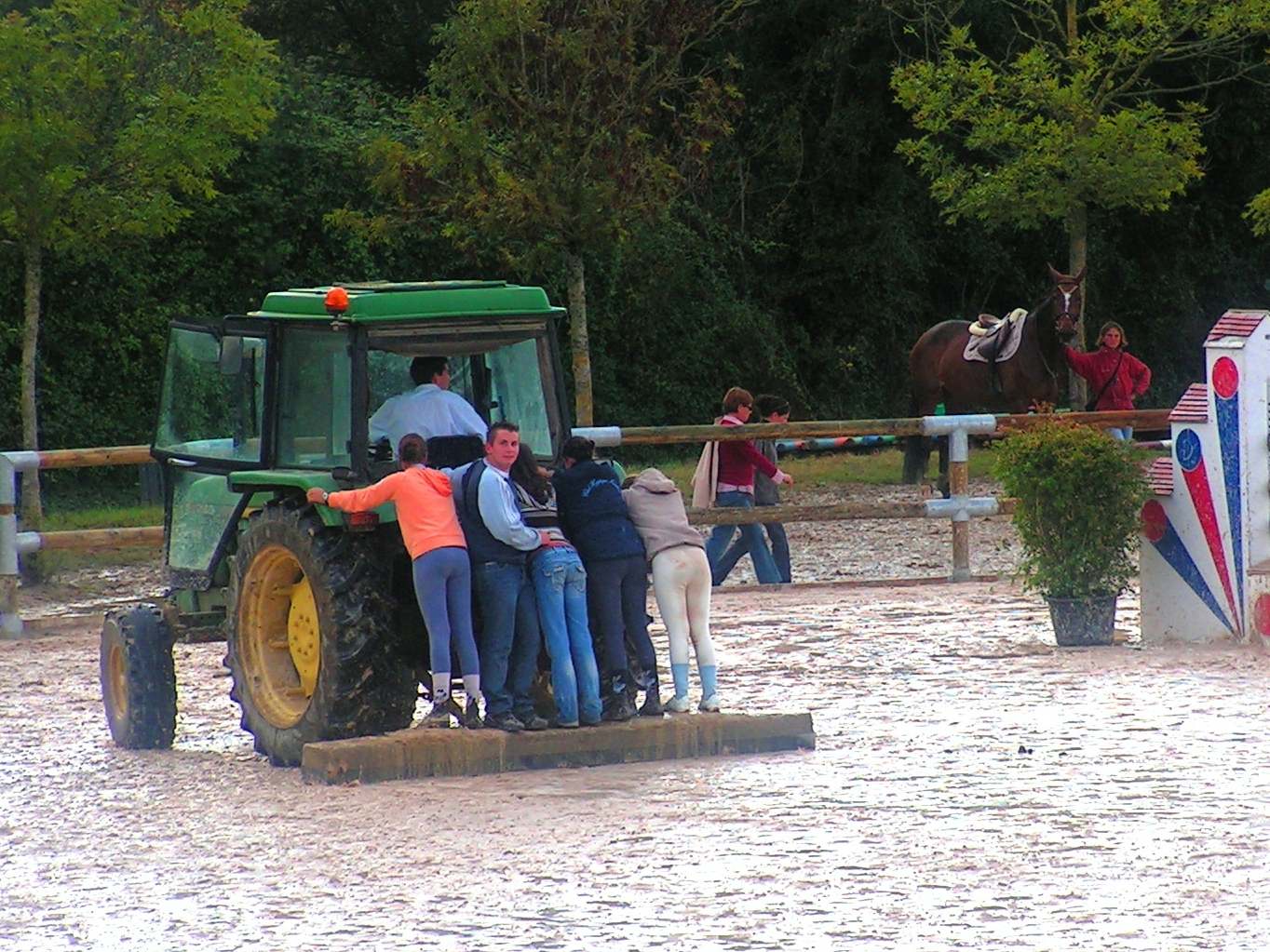
Passage de la barre

Les sols en sable présentent l'avantage de préserver les pieds des chevaux. En fonction de la qualité du sable, ces sols peuvent être plus ou moins fouillants ou plus ou moins rebondissants. Un mauvais sol en sable (fouillant) est mauvais pour les tendons trop fortement sollicités. 
Afin de garantir une bonne qualité de sol lors d'une compétition, il faut veiller à conserver un taux correct d'humidité au sable et à passer la barre (damer le sable) avant chaque épreuve. 
Certains sables, lorsqu'il a beaucoup plu, sont lourds à travailler. Dans ce cas, on peut améliorer le damage en ajoutant du poids sur la barre comme sur la photographie ci-contre.
Pour assurer le meilleur sol possible tout au long de l'été, tout en économisant le plus d'eau possible, il est conseillé de lisser le sable le soir et d'arroser tôt le matin.

### Herbe
Les terrains en herbe sont de qualité très variable. Les sols possédant beaucoup d'humus sont particulièrement recherchés du fait de leur souplesse. La qualité de ce sol est très dépendant du climat. Par temps de sécheresse, il est possible d'arroser régulièrement quelques jours avant le concours, mais par temps pluvieux ce type de terrain peut se dégrader très rapidement. 
Aussi, afin d'améliorer la qualité du sol, les organisateurs répandent une fine couche de sable sur les terrains en herbe. Ce type de terrain est appelé « terrain en herbe sablonnée ». Lors de la compétition, ce sable assouplira le sol en cas de sècheresse et permettra de limiter sa dégradation en cas de fortes pluies.

### Terrains synthétiques
Tout type de sol ménageant les pieds et les jambes des chevaux est accepté et recherché. Les constructeurs rivalisent d'ingéniosité pour produire de bons sols synthétiques, mais ceux-ci restent encore assez onéreux à réaliser et à entretenir. 
Il existe des sols intermédiaires avec des composants synthétiques mélangés au sable.

### Les pistes intérieures
À l'intérieur, le sable et les terrains synthétiques ont pratiquement remplacé les sols en sciure, trop glissants. 
Les pistes intérieures ont spécifiquement une contrainte d'humidité plus systématique que les pistes extérieures. En effet, les pistes extérieures, selon les saisons, sont plus ou moins arrosées naturellement par la pluie et n'ont donc pas toujours besoin d'arrosage artificiel tout au long de l'année. Le sable mélangé aux fibres synthétiques possède une meilleure cohérence et nécessite donc un arrosage nettement moindre. Pour cette raison, les pistes intérieures sont de plus en plus souvent constituées de sable mélangé à des fibres synthétiques. Grâce à cette économie d'arrosage, ces sols mixtes constituent pour l'intérieur un compromis plus avantageux financièrement et logistiquement que pour les terrains extérieurs.

## Les parcours

### Montage

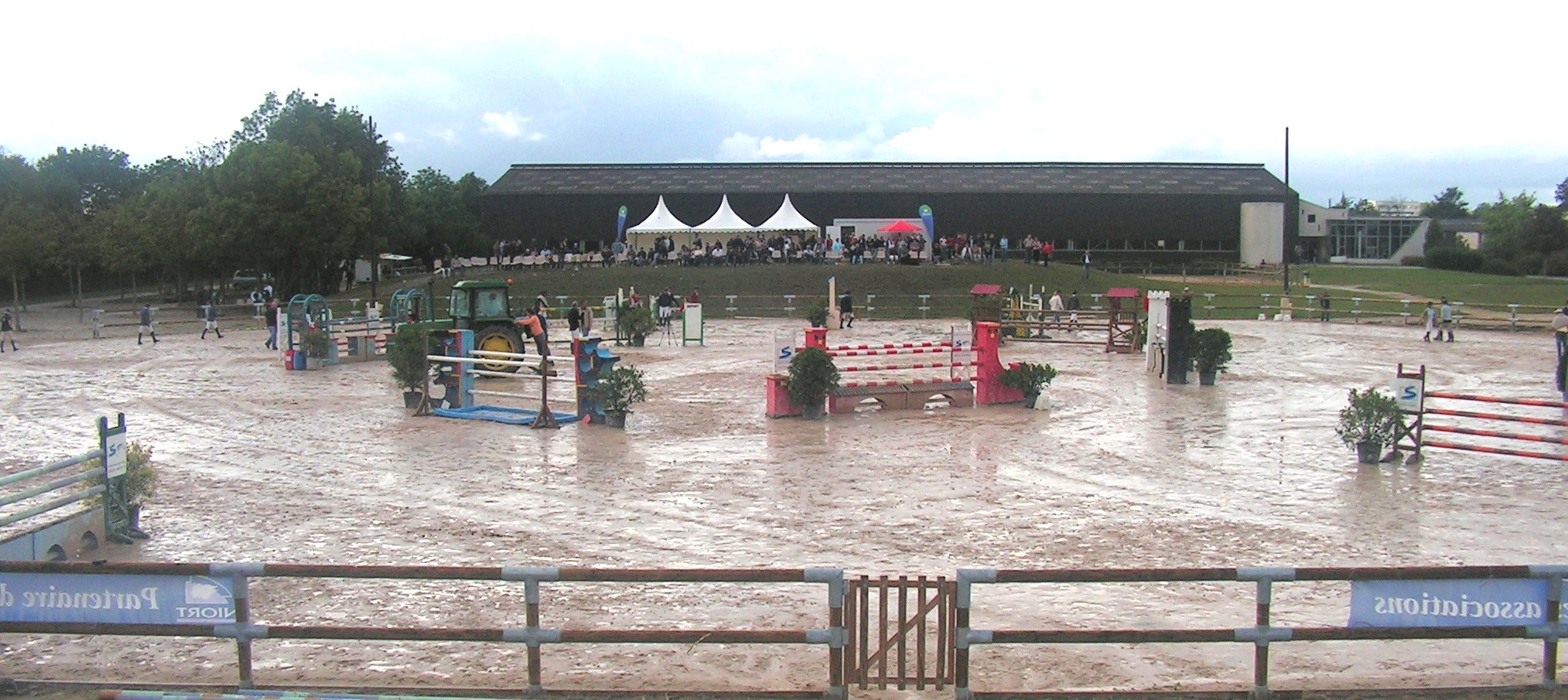
Une piste juste montée et ouverte à la reconnaissance

L'organisateur doit fournir tout le nécessaire matériel au parcours : barres, chandeliers, soubassements, fanions, appareils de mesure (chronomètre, etc.). Les parcours sont montés par les chefs de piste assistés des hommes de piste. Lors de concours importants, plusieurs chefs de piste peuvent grouper leur imagination pour construire l'épreuve. 
Un parcours peut contenir de nombreuses difficultés techniques liées soit : 
- à l'obstacle proprement dit (double, triple, apparence, soubassement, rivière, etc.),
- aux enchaînements d'obstacles (distances, difficultés de conduite),
- à l'emplacement de l'obstacle sur le terrain (par rapport à la sortie du terrain, pente, etc.),
- à la vitesse imposée,
- à la prise de risque pour gagner.

Une fois la piste montée, les concurrents sont autorisés à entrer sur le terrain (sans leur monture) afin de reconnaître le parcours de leur épreuve. À ce moment-là, la piste est dite ouverte à la reconnaissance.

### Reconnaissance

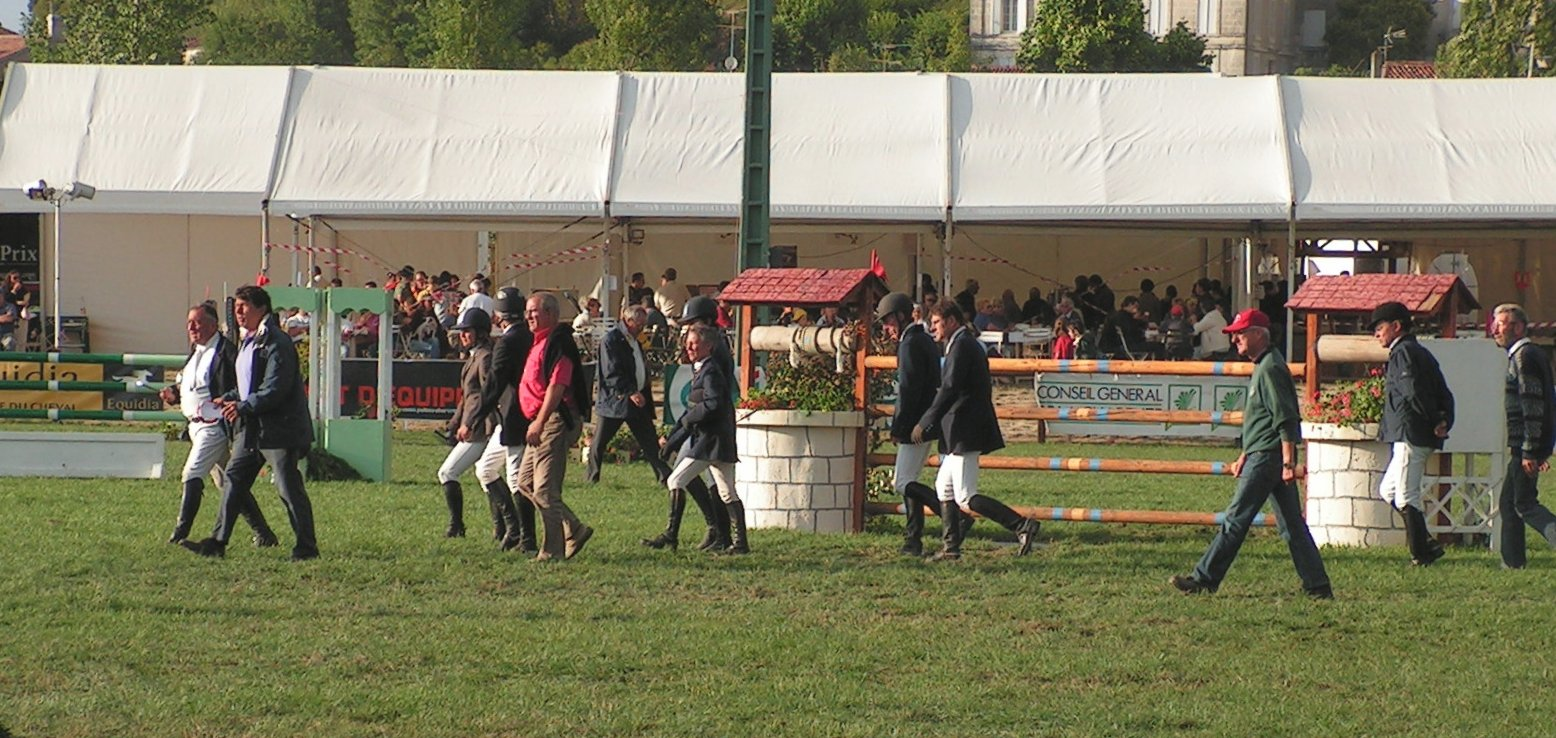
Reconnaissance d'un parcours

Une fois que le parcours inventé par le chef de piste est monté sur le terrain, les cavaliers peuvent le reconnaître à pied, éventuellement assistés de leur entraîneur. La reconnaissance doit s'effectuer en tenue de concours.
Le but est de mémoriser le tracé, le nombre de foulées entre des obstacles rapprochés (les doubles, les triples, les lignes). Outre le nombre de foulées, il est encore plus important de déterminer si les distances sont longues ou courtes en fonction de la taille moyenne de la foulée de son cheval. Le cavalier établit aussi son tracé précis et en particulier les courbes à prendre.
Dans les épreuves de vitesse, le cavalier repère les "raccourcis" (appelés options) et leur faisabilité. Il s'agit d'une façon de gagner du temps, souvent plus rentable que la vitesse pure, pour espérer bien figurer dans le classement de l'épreuve.
De façon plus mineure, l'analyse des abords des obstacles, de leur encadrement, de leur perspective, précise la difficulté que le cheval aura à accepter et à passer l'obstacle.
Pour un cavalier, un parcours est une énigme à résoudre. Les solutions pourront être différentes selon le cheval avec lequel il sera associé.
Le jury signale que le temps imparti pour la reconnaissance est terminé grâce à une sonnerie. À ce moment-là, la piste est dite fermée. Une ou deux minutes plus tard, le premier concurrent doit pénétrer sur le terrain.

### Détente au paddock
La « détente » est le terme couramment employé dans le monde des concours pour décrire la phase de mise en route et d'échauffement musculaire du couple avant de réaliser son parcours. 

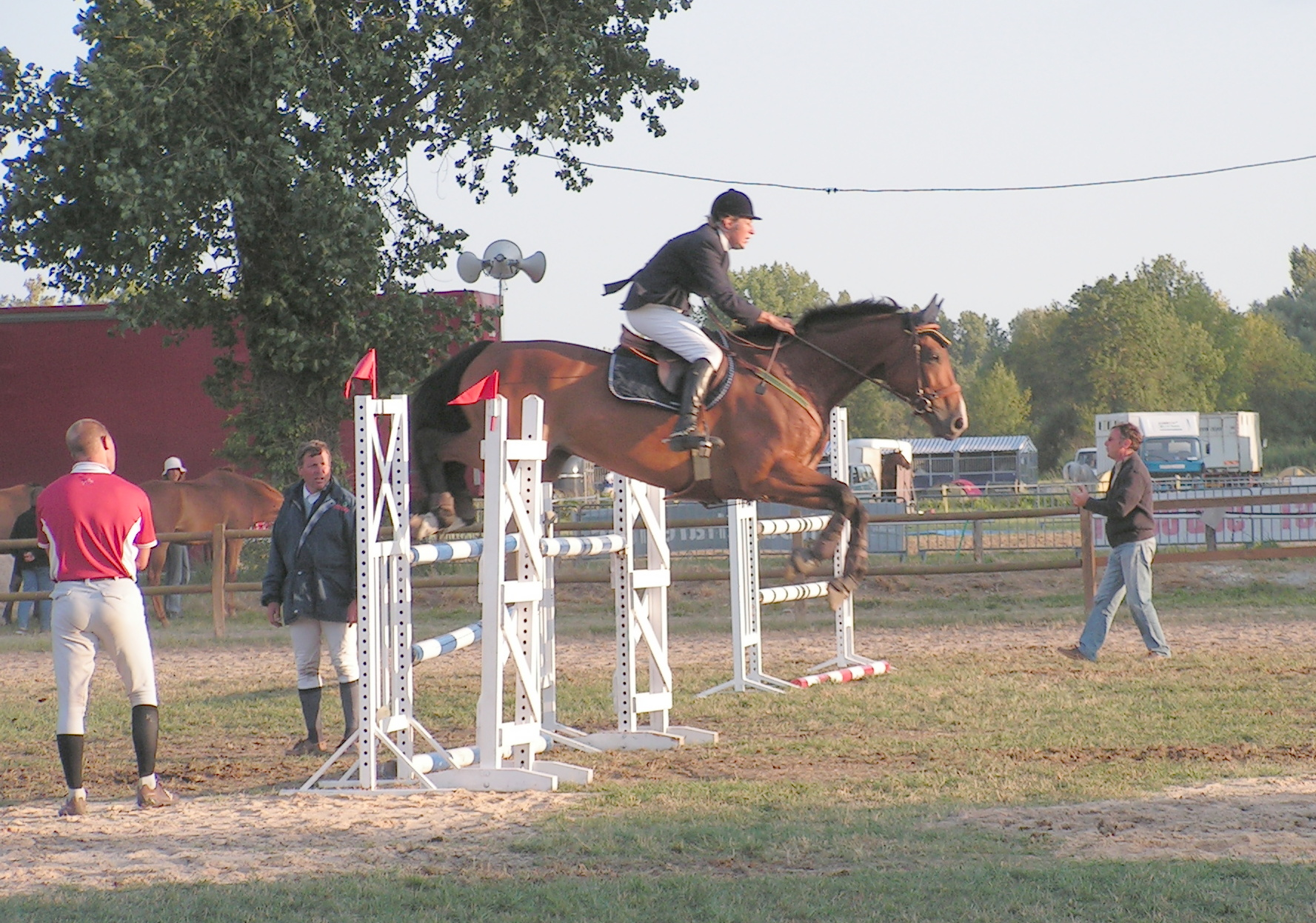
Entraînement au paddock

« Paddock » est le nom que l'on donne au terrain d'entraînement. Ce terrain est si possible de même nature que la piste de concours, mais ce critère n'est pas une obligation. En effet, il est peu courant qu'un organisateur puisse disposer sur son site, d'une piste et d'un paddock avec le même sol. Dans un paddock, au moins deux obstacles doivent être mis à disposition des cavaliers : un vertical et un oxer. Dans les paddocks spacieux, un troisième obstacle (croisillon) peut être ajouté.
L'organisation de l'entraînement dans le paddock est soumis à quelques règles élémentaires : 
- Les obstacles doivent être sautés dans un sens déterminé par la disposition des fanions sur les chandeliers (fanion rouge à droite, blanc à gauche).
- Personne ne doit sauter plus de 10 cm plus haut que la barre la plus élevée de l'épreuve. Afin de faciliter le respect de cette règle, certains organisateurs marquent les chandeliers à la plus grande hauteur (à l'aide d'un fil par exemple) avant le début de l'épreuve.
- Aucun acte de brutalité vis-à-vis d'un cheval ne doit être commis dans ce lieu.
- etc.

Pour chaque concours, au moins un commissaire au paddock est obligatoirement nommé pour faire respecter les règles. 
Pendant cette phase d'échauffement, le cavalier cherchera à établir un contact harmonieux avec son cheval pour le mettre en confiance. Le cheval et le cavalier devront sortir du paddock prêts musculairement et mentalement sans ressentir de fatigue.

### Déroulement d'un parcours

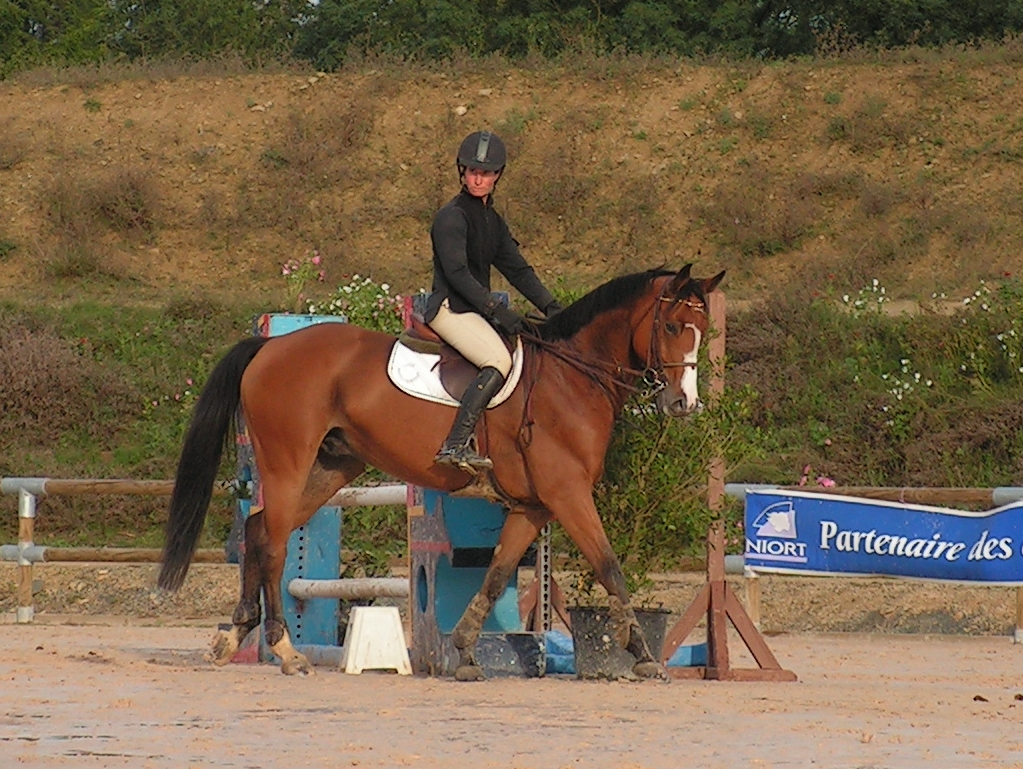
Concentration avant le départ

Le cavalier se présente à l'entrée de la piste suivant un ordre qui lui a été communiqué auparavant. Lorsque les commissaires de piste lui donnent l'autorisation, le cavalier et son cheval entrent sur la piste en veillant à ne pas gêner le concurrent précédent s'il n'a pas fini son parcours.
Le cavalier va saluer le jury et attend que celui-ci actionne une sonnerie pour lui donner le départ. 
Après la sonnerie, le cavalier dispose 45 secondes pour franchir la ligne de départ. Dans les concours où trop de concurrents sont présents, le jury peut décider avant le début de l'épreuve de réduire ce temps à 30 secondes. Le cavalier utilisera ces ultimes secondes pour se concentrer et rassembler son cheval avant de s'élancer sur son parcours.
Une fois la ligne de départ franchie, le concurrent doit franchir tous les obstacles dans l'ordre sans faire de fautes. Le cavalier effectue les actions qu'il a prévues lors de la reconnaissance. Si des problèmes imprévus surgissent (réaction du cheval, orage, etc.), le cavalier doit savoir s'adapter. Le cheval fait confiance à son cavalier et reste en permanence à son écoute, répondant aux moindres sollicitations. 
Le parcours est terminé lorsque le cavalier et son cheval ont franchi la ligne d'arrivée.

### Remise des prix

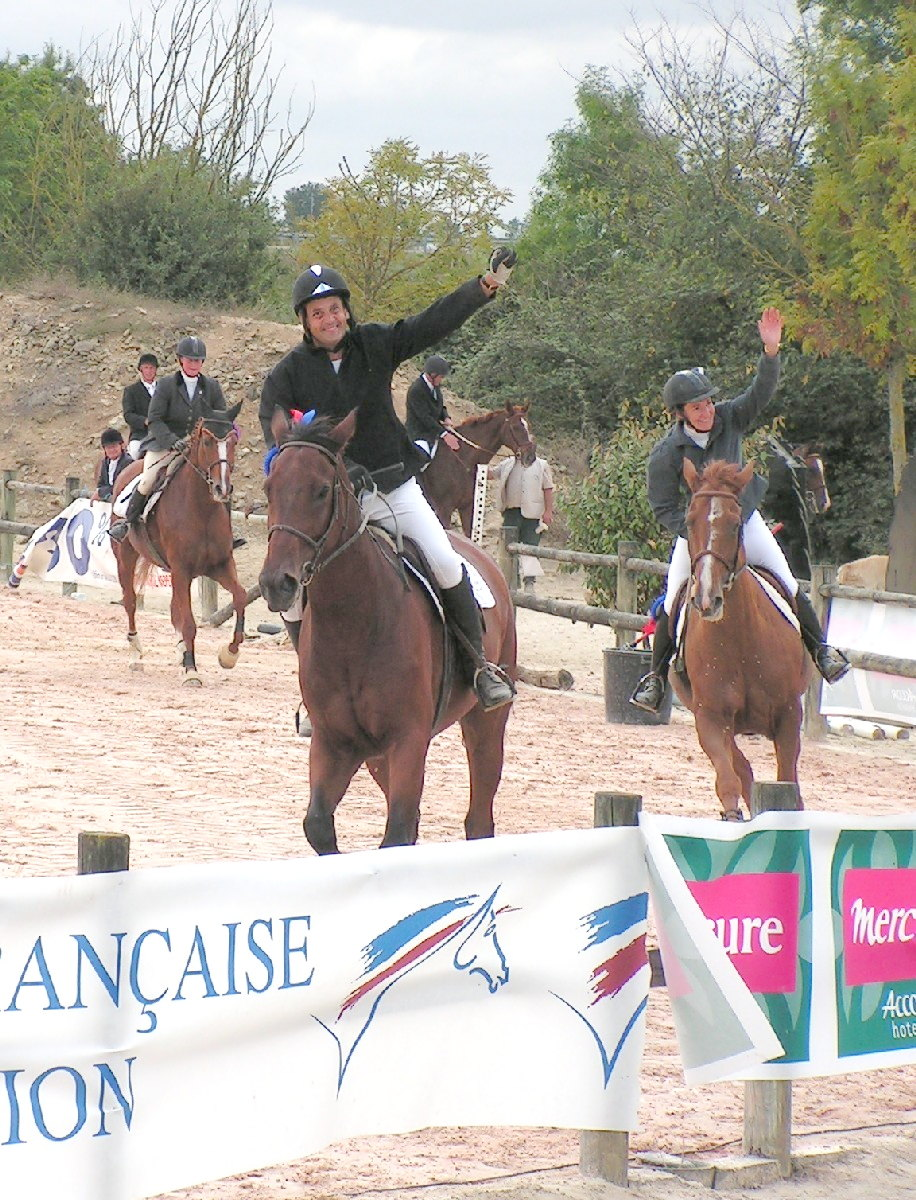
Tour d'honneur des vainqueurs d'une épreuve

La remise des prix s'effectue généralement à l'issue de l'épreuve. En saut d'obstacles, le premier quart des meilleurs concurrents sont « classés ». Comme le nombre de participants par épreuve est souvent élevé, les organisateurs n'appellent pas obligatoirement tous les concurrents classés à la remise des prix. Le plus souvent, seuls les huit premiers de l'épreuve bénéficient de cet honneur.
Les concurrents doivent se présenter en tenue complète d'équitation et à cheval. Ils reçoivent, en fonction de leur place dans le classement de l'épreuve, des coupes, des plaques, des flots et des cadeaux. 
Les flots sont des cocardes auxquelles pendent deux à trois rubans. Autrefois en soie et carton, avec un crochet métallique, elles sont de nos jours en synthétique et plastique. Ils sont traditionnellement accrochés sur le filet au niveau de la tétière. 
Les plaques, comme le nom l'indique, sont des plaques de plastique, de bois ou de métal aux couleurs de l'organisateur. Ce sont des pièces souvenirs où figurent l'année, le lieu, l'épreuve et le classement du cheval pour les premiers classés. La coutume veut que le propriétaire du cheval garde la plaque pour la fixer sur le box et le cavalier le flot. Cependant, à petit niveau (concours club), la plupart des cavaliers gardent la plaque et le flot, parce que les changements de box, pertes ou emprunts sont nombreux, et, dans le cas d'un cheval de club, si celui-ci venait à quitter la structure, pour conserver un souvenir de ce fidèle destrier qui a rattrapé toutes les petites erreurs et permis de gagner un premier prix…
À la suite de la remise des prix, les concurrents sont invités à réaliser un tour d'honneur.